# Misti Dawn
Misti Dawn (Henderson, Kentucky, 11 de febrero de 1986) es una actriz porno, modelo y estriptis estadounidense. En colaboración con Matt Cohen ha sido un co-organizador de SModcast:Bagged & Boarded.

## Primeros años
Dawn en dar una descripción de sí mismo dice que es una persona agnóstica, y de lo que es LDS Church ella está formalmente excomulgada a partir del año 2010.

## Carrera pornográfica
En 2004, a la edad de 18 años Dawn ha aceptado una oferta para empezar a trabajar como modelo Alt porn sobre el sitio porno de SuicideGirls. Varios años más tarde ha progresado hasta escenas hardcore por BurningAngel y Belladonna.
En el año 2009 Dawn ha puesto en marcha su página web, Meowmistidawn.com, y comenzó a producir sus propios contenidos. Mientras en 2011 con Alana Evans han empezados una página web llamada Pwned By Girls donde los suscriptores pueden jugar juegos con ellas a través Xbox Live o la PlayStation Network.

## Trabajo Mainstream
Dawn ha hecho varias apariciones importantes sobre los medios de comunicación, incluyendo varios aspectos en un canal de televisión de Estados Unidos llamado G4 como también en la AVN Adult Entertainment Expo. En su página web Meowmistidawn.com hizo consultoría de medios sociales para diversas empresas blogs y vlog.
Ella ahora es un director de Machinima.

## Filmología
| Año  | Título                                 | Función        | Notas                        |
| ---- | -------------------------------------- | -------------- | ---------------------------- |
| 2009 | P.O.V. Punx 3                          |                |                              |
| 2009 | LA Pink: A XXX Porn Parody             | Shop Bitch     |                              |
| 2009 | Friends Don't Let Friends Fuck Alone 2 |                |                              |
| 2009 | Girls Girls Girls 2                    |                |                              |
| 2009 | Belladonna: Hell's Belles              |                |                              |
| 2010 | Hole in the Wall                       |                |                              |
| 2010 | An Orgy of Exes                        |                | Nominado para un Premios AVN |
| 2010 | Tits 'N Tats 3                         |                |                              |
| 2011 | Jessie vs. Misti                       |                |                              |
| 2011 | Official Revenge of the Nerds Parody   |                |                              |
| 2011 | Interracial Candy Stripers             |                |                              |
| 2011 | Caught from Behind                     |                |                              |
| 2011 | Geek Girls - The Gamers                |                |                              |
| 2011 | Ink'd 2                                |                |                              |
| 2011 | Tosh Porn Oh                           |                |                              |
| 2011 | Tattooed Chicks                        |                |                              |
| 2011 | The Death and Return of Superman       | Terri Henshaw  | Cortos                       |
| 2012 | Book of 1000 Deaths                    | Lila           |                              |
| 2012 | Super Power Beat Down                  | Herself - Host | Vídeo de corta duración      |
| 2012 | Girls With Ink                         |                |                              |

## Premios AVN
| Año  | Título                 | Premios AVN                                   | Notas                                                                                                   | Resultado |
| ---- | ---------------------- | --------------------------------------------- | --- | --------- |
| 2011 | An Orgy of Exes (2010) | Premios AVN (Best Todo Chica Group Sex Scene) | (compartido con Briana Blair, Lily Cade, India Summer, Zoey Holloway, Cadence St. John and Jamey Janes) | Nominado  |